# Ilkeston FC
Ilkeston FC (celým názvem: Ilkeston Football Club) byl anglický fotbalový klub, který sídlil ve městě Ilkeston v nemetropolitním hrabství Derbyshire. Klubové barvy byly červená, modrá a bílá.
Založen byl v roce 2010 po krachu původního Ilkeston Town FC. V roce 2017 se i nástupnický klub dostal do stejných finančních problémů jako jeho předchůdce. Po ukončení sezóny 2016/17 byl Ilkeston vyloučen z Northern Premier League. Následně pak byl liverpoolským královským soudem poslán do likvidace kvůli dluhům ve výši 14 438 liber. Nástupcem fotbalové činnosti ve městě se stala nová organizace Ilkeston Town, která byla pro sezónu 2017/18 přihlášena do Midland Football League.
Své domácí zápasy odehrával na stadionu New Manor Ground s kapacitou 3 029 diváků.

## Získané trofeje
- Derbyshire Senior Cup ( 2× )
  - 2012/13, 2013/14

## Úspěchy v domácích pohárech
Zdroj: 
- FA Cup
  - 4. předkolo: 2012/13
- FA Trophy
  - 3. předkolo: 2011/12

## Umístění v jednotlivých sezonách
Stručný přehled
Zdroj: 
- 2011–2012: Northern Premier League (Division One South)
- 2012–2017: Northern Premier League (Premier Division)

Jednotlivé ročníky
Zdroj: 
Legenda: Z - zápasy, V - výhry, R - remízy, P - porážky, VG - vstřelené góly, OG - obdržené góly, +/- - rozdíl skóre, B - body, červené podbarvení - sestup, zelené podbarvení - postup, fialové podbarvení - reorganizace, změna skupiny či soutěže
| Anglie (2011 – 2017) |                                              |        |    |    |    |    |    |    |     |    |        |
| Sezóny               | Liga                                         | Úroveň | Z  | V  | R  | P  | VG | OG | +/- | B  | Pozice |
| 2011/12              | Northern Premier League (Division One South) | 8      | 42 | 26 | 5  | 11 | 93 | 44 | +49 | 83 | 3.     |
| 2012/13              | Northern Premier League (Premier Division)   | 7      | 42 | 15 | 13 | 14 | 67 | 55 | +12 | 58 | 12.    |
| 2013/14              | Northern Premier League (Premier Division)   | 7      | 46 | 17 | 8  | 21 | 81 | 77 | +4  | 59 | 17.    |
| 2014/15              | Northern Premier League (Premier Division)   | 7      | 46 | 22 | 15 | 9  | 79 | 56 | +23 | 81 | 5.     |
| 2015/16              | Northern Premier League (Premier Division)   | 7      | 46 | 15 | 9  | 22 | 61 | 79 | -18 | 54 | 14.    |
| 2016/17              | Northern Premier League (Premier Division)   | 7      | 46 | 7  | 6  | 33 | 31 | 86 | -55 | 27 | 23.    |